# Edvard Westerlund
Edvard Vilhelm Westerlund (Helsinki, 1º febbraio 1901 – Helsinki, 7 dicembre 1982) è stato un lottatore finlandese, specializzato nella lotta greco-romana.

## Palmarès

### Olimpiadi
- Oro a Parigi 1924 nei pesi medi
- Bronzo a Amsterdam 1928 nei pesi leggeri

### Mondiali
- Oro a Stoccolma 1922 nei pesi medi
- Bronzo a Helsinki 1921 nei pesi leggeri

### Europei
- Argento a Helsinki 1933 nei pesi 79 kg